# Mtwango (Mufindi)
Mtwango ist ein Verwaltungsbezirk (englisch Ward) des Distrikts Mufindi in der tansanischen Region Iringa.

## Geografie
Mtwango liegt im südlichen Hochland von Tansania etwa 25 Kilometer Luftlinie südlich der Distrikthauptstadt Mafinga. Das Gebiet liegt in den Udzungwa-Bergen, großteils zwischen 1600 und 2000 Meter Seehöhe. Nur im Süden fällt das Land steil auf 1400 Meter ab. Der Bezirk grenzt im Norden an Sao Hill, Ikongosi und Ifwagi, im Osten an Luhunga, im Süden an Makungu und im Westen an Mninga. Bei der Volkszählung 2022 lebten 17.445 Menschen in 5512 Haushalten auf einer Fläche von 159 Quadratkilometern.

## Gliederung
Der Bezirk besteht aus sechs Gemeinden (swahili Mtaa) mit 29 Orten (Kitongoji):
| Mtwango - Kusini - Kati - Kaskazini | Lufuna - Ofisini - Kinoga - Soweto - Kidete | Mpanga - Ngalanga - Matiga - Mchangamweusi - Makete - Maendeleo | Kitiru - Msombe - Ihanza - Ihege - Mjimwema | Sawala - Sawala Kati - Mlimba - Njiapanda - Kalinga - Mjimwema - Lupangilo | Kibao - Kibao - Bwawani - Posta - Mgeluka - Tumaini - Foresti - Kigongo |

## Wirtschaft und Infrastruktur
- Landwirtschaft: Im Bezirk werden rund 22.000 Hühner, 2000 Ziegen, 1000 Rinder und 7000 Schweine gehalten.[9]
- Bildung: In Mtwango liegen vier weiterführende Schulen. Die Idetero Secondary School[10] und die Kibao Secondary School sind staatliche Tagesschulen.[11][12] Die Sawala Secondary School ist eine Privatschule für Tages- und Internatsschüler,[13] die Regina Pacis Girls Secondary School ist eine von der römisch-katholischen Kirche geleitete Internatsschule für Mädchen.[14] Alle vier bieten eine Ausbildung bis zur 4. Stufe an.